# Marty Walsh (Politiker)

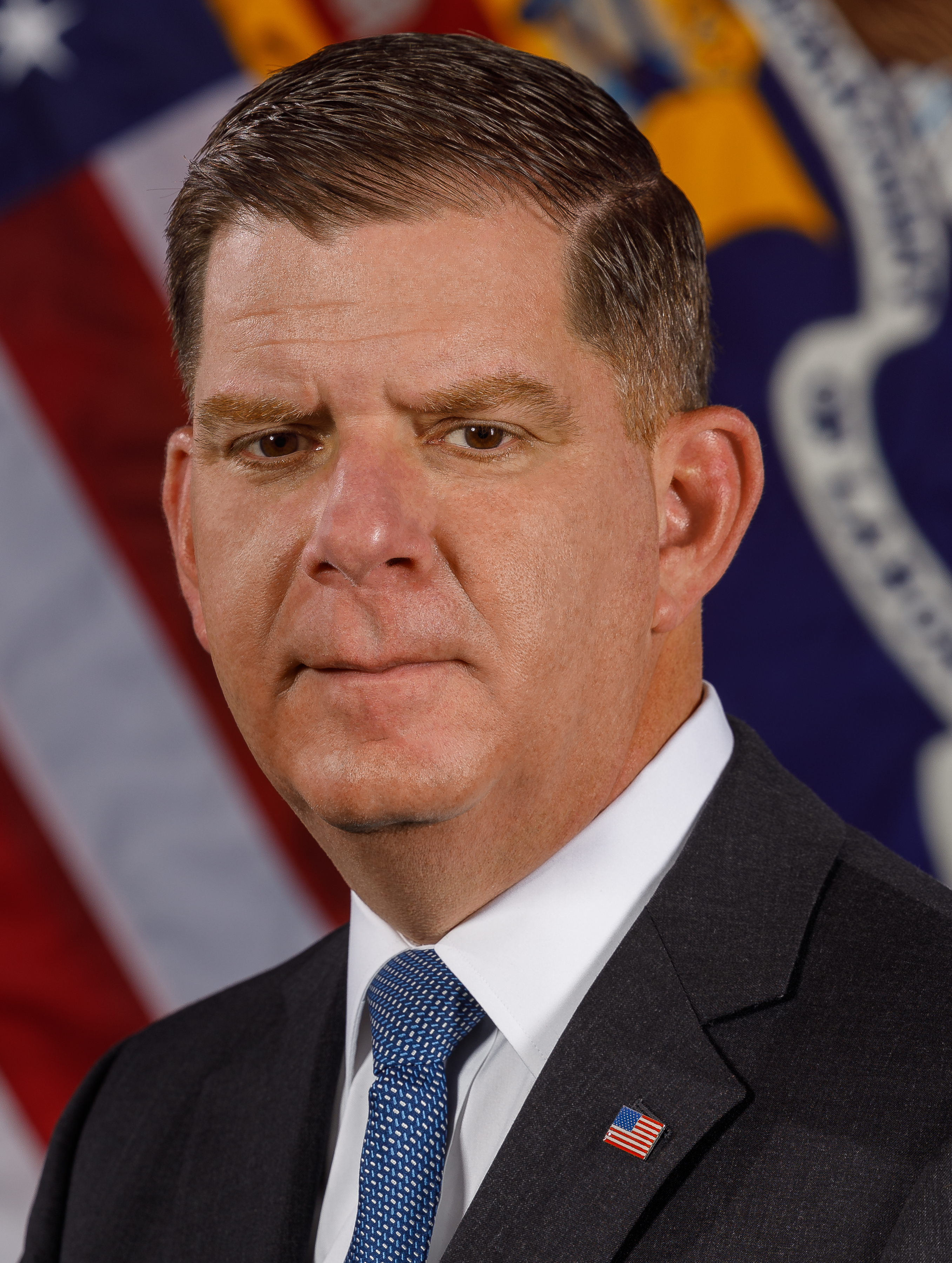
Marty Walsh (2021)

Martin Joseph Walsh (* 10. April 1967 in Boston, Massachusetts) ist ein US-amerikanischer Politiker (Demokratische Partei) und Gewerkschaftsfunktionär. Seit März 2023 ist er Geschäftsführer der US-amerikanischen Eishockeyspielergewerkschaft. Er war vom 23. März 2021 bis zum 11. März 2023 Arbeitsminister der Vereinigten Staaten im Kabinett Biden. Zuvor war Walsh vom 6. Januar 2014 bis zum 22. März 2021 der 54. Bürgermeister seiner Heimatstadt Boston. Vom 12. April 1997 bis zum 3. Januar 2014 gehörte Walsh dem Repräsentantenhaus von Massachusetts an.

## Leben
Marty Walsh wurde im Bostoner Stadtbezirk Dorchester geboren und wuchs im dortigen Stadtteil Savin Hill auf. Seine Eltern waren in den 1950er-Jahren aus Irland in die Vereinigten Staaten ausgewandert. Walsh hat daher nicht nur die amerikanische, sondern auch die irische Staatsbürgerschaft. Im Alter von sieben Jahren erkrankte Walsh am Burkitt-Lymphom, weshalb er einen Teil seiner Grundschulzeit verpasste und die fünfte Klasse wiederholen musste. Im Alter von elf Jahren musste Marty Walsh sich einer Chemotherapie unterziehen, seither gilt er als genesen. Walsh machte seinen Schulabschluss an der Newman School und studierte danach am Boston College, an dem er im Jahr 2009 seinen Bachelorabschluss erlangte.
1997 wurde Walsh in das Repräsentantenhaus des Bundesstaates Massachusetts gewählt. Dort war er Abgeordneter des dreizehnten Wahlbezirkes, der einen Teil des Suffolk County umfasst. Im Repräsentantenhaus war Walsh Vorsitzender des Ethikausschusses, des Weiteren war er Vizevorsitzender des Arbeitsausschusses der Demokratischen Partei im Repräsentantenhaus. Neben seiner Tätigkeit im Repräsentantenhaus wurde Walsh 2010 zum Schatzmeister des Boston Metropolitan District Building Trades Council gewählt. In dieser Dachorganisation haben sich mehrere Gewerkschaftsunternehmen der Bauindustrie zu Tarifverhandlungen zusammengeschlossen. Nach der Bekanntgabe seiner Bürgermeisterkandidatur im April 2013 gab Walsh diese Position auf.
Bei der Bürgermeisterwahl am 24. September 2013 trat Marty Walsh gegen elf weitere Kandidaten an, im ersten Wahlgang erhielt er mit 18,49 Prozent knapp die meisten Stimmen. Bei der Stichwahl am 5. November 2013 erhielt Walsh schließlich 51,55 Prozent der Stimmen und setzte sich somit gegen das Stadtratsmitglied John R. Connolly durch. Am 6. Januar 2014 wurde Walsh als Bürgermeister vereidigt, er löste damit Thomas Menino ab. Drei Tage vor seiner Amtseinführung trat Walsh von seinem Sitz im Repräsentantenhaus zurück. Bei der Bürgermeisterwahl 2017 bewarb sich Walsh um eine zweite Amtszeit, am 26. September 2017 erhielt er mit 62,52 Prozent mit Abstand die meisten Stimmen, am 7. November 2017 gewann er die Wahl gegen seinen stärksten Herausforderer Tito Jackson mit 65,37 Prozent der Stimmen.
Im Januar 2021 nominierte der gewählte Präsident Joe Biden Walsh als Arbeitsminister in seinem Kabinett. Als letzter Minister des Kabinetts wurde Marty Walsh am 22. März 2021 vom US-Senat bestätigt. Das Bürgermeisteramt in Boston wurde für die Zeit bis zur Bürgermeisterwahl im November 2021 kommissarisch von Kim Janey ausgeführt, seither hat Michelle Wu das Amt inne. Einen Tag nach der Senatsbestätigung wurde Walsh von Vizepräsidentin Kamala Harris vereidigt.
Marty Walsh war lange Zeit Alkoholiker und absolvierte daher ein Zwölf-Schritte-Programm, sodass er seit 1995 keinen Alkohol mehr trinkt. Er ist verheiratet, hat eine Tochter und lebt in Lower Mills, einem Stadtteil von Dorchester. Walsh ist römisch-katholischer Konfession.
Im Februar 2023 bestätigte Marty Walsh die bereits seit Tagen kursierenden Gerüchte, wonach er im März 2023 die Bundesregierung verlassen wird. Er übernahm nach seinem Rücktritt die Funktion des Präsidenten der National Hockey League Players’ Association, der Gewerkschaft der nordamerikanischen National Hockey League. Am 11. März schied er aus seinem Ministeramt aus.